# Андрей Делипапазов
Андрей Атанасов Делипапазов е български политик.

## Биография
Делипапазов е роден на 20 юни 1890 година в бедно семейство в драмското село Плевня, което тогава е в Османската империя. След Междусъюзническата война в 1913 година семейството му се изселва в останалия в България Неврокоп. Тук Делипапазов развива широка политическа дейност. Участва в отбраната на града при Неврокопската акция на ВМРО на 16 октомври 1922 година, при която е заловен, измъчван и през декември 1922 година убит от четниците на ВМРО.